# خط مائل (ترقيم)
المائلة أو الخط المائل (/) أوالقُطري أو الخط المائل للأمام أو المائل ناحية اليمين (بالإنجليزية: Slash)‏ يمثل جزءًا من علامات الترقيم المستخدمة في الكتابة. هو رمز يستخدم للفصل بين عناصر مختلفة، وبشكل عام يظهر في حالة الاختيار المتعدد  بين هذه العناصر. ويوضح أحيانًا بين أقسام التأريخ للفصل بين اليوم والشهر والسنة.